# Fayetteville (Georgia)
Fayetteville is een plaats (city) in de Amerikaanse staat Georgia, en valt bestuurlijk gezien onder Fayette County.

## Demografie
Bij de volkstelling in 2000 werd het aantal inwoners vastgesteld op 11.148.
In 2006 is het aantal inwoners door het United States Census Bureau geschat op 14.998, een stijging van 3850 (34.5%).

## Geografie
Volgens het United States Census Bureau beslaat de plaats een oppervlakte van
25,8 km², waarvan 25,6 km² land en 0,2 km² water. Fayetteville ligt op ongeveer 282 m boven zeeniveau.

## Plaatsen in de nabije omgeving
De onderstaande figuur toont nabijgelegen plaatsen in een straal van 16 km rond Fayetteville.

## Geboren in Fayetteville
- Christian Taylor (18 juni 1990), atleet
- Zoe Renee (30 mei 1997), actrice

## Overleden
- Chris Benoit (24 juni 2007), professioneel worstelaar
- Paul Orndorff (12 juli 2021), professioneel worstelaar
- The Iron Sheik (7 juni 2023), professioneel worstelaar